# Alicia Sacramone
Alicia Marie Sacramone (Winchester, Massachusetts, 3 de diciembre de 1987) es una gimnasta artística estadounidense retirada conocida por ser la segunda gimnasta estadounidense más condecorada en Campeonatos Mundiales de Gimnasia Artística habiendo ganado un total de 10 medallas.
Sacramone fue seleccionada como miembro del equipo nacional estadounidense hasta 5 veces, siendo una de las integrantes del equipo olímpico que ganó la medalla de plata en los Juegos Olímpicos de Pekín 2008.

## Biografía
Alicia Sacramone nació el 3 de diciembre de 1987, en Winchester, Massachusetts. Es hija de Fred y Gail Sacramone. Es zurda, de ascendencia italiana. Tiene un hermano mayor llamado Jonathan. Se graduó en el instituto de Winchester en 2006. Ese mismo año se matriculó en la Universidad de Brown para estudiar Sociología.
Sacramone empezó a estudiar danza con 3 años, y comenzó a entrenar gimnasia 5 años después. Con 8 años de edad, en 1996, inició su carrera de gimnasta con los entrenadores rumanos, Mihai y Silvia Brestyan. Los Brestyans fueron entrenadores de Sacramone durante toda su carrera como gimnasta.
Sacramone empezó a competir como deportista de élite en 2002. Su primera convocatoria con el equipo nacional fue en 2003.
En 2015 fundó, junto a su excompañera de equipo Samantha Peszek, la plataforma digital The Gympire, una comunidad dedicada a dar consejos sobre salud, deporte y vida saludable.

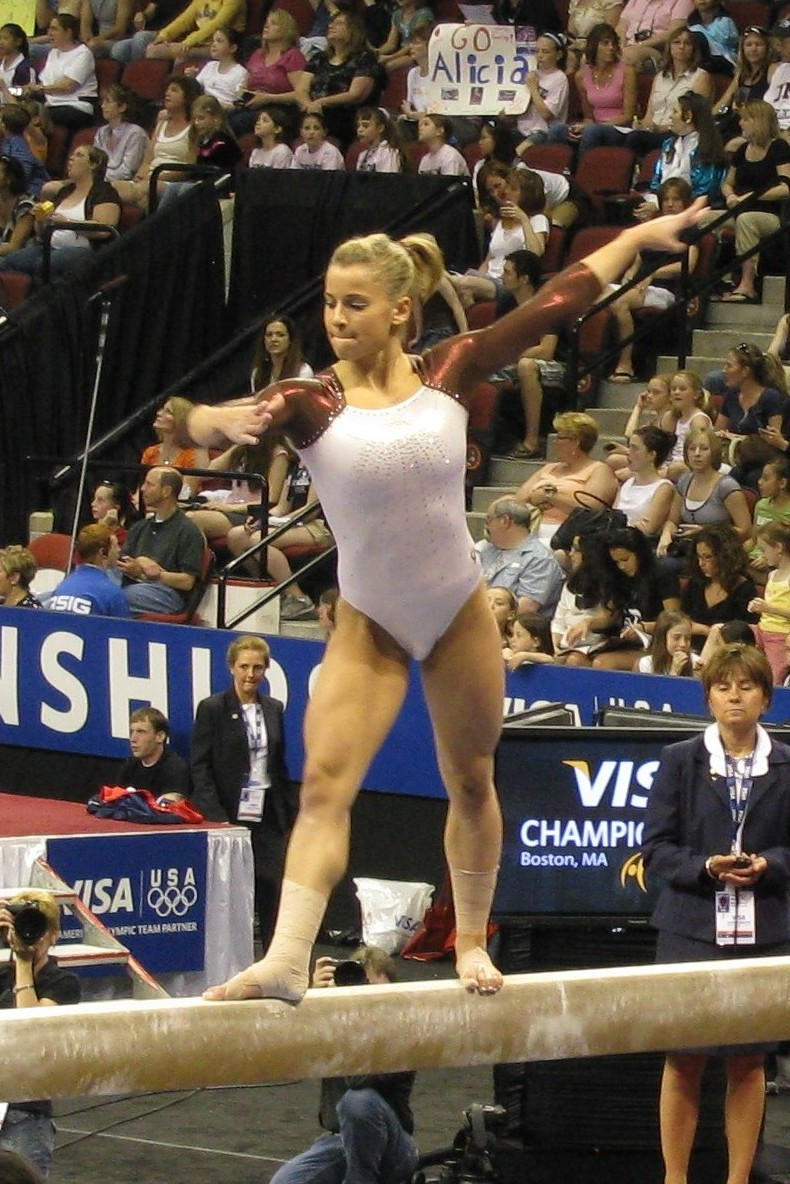
Alicia Sacramone en 2008

Tras su retirada ha sido habitual ver a Sacramone como comentarista de diversas competiciones de gimnasia, especialmente de la NCAA.

## Carrera profesional

### 2003-04
Las actuaciones de Sacramone en 2004 fueron foco de atención en la prensa, que empezó a especular que podría ser una de las seleccionadas para formar parte del equipo olímpico. Sin embargo, durante el Campeonato Nacional de 2004 tuvo una desafortunada actuación que no le permitió clasificarse para los Olympic Trials y la apartó de las Olimpiadas.
A pesar de no conseguir participar en los Juegos Olímpicos, Sacramone terminó el año participando en la Copa del Mundo celebrada en Birmingham, Inglaterra, donde ganó la medalla de oro en salto por delante de la entonces campeona olímpica en dicho aparato Monica Roșu.

### 2005
En el Campeonato Nacional de 2005, Sacramone ganó los títulos de suelo  y salto, y consiguió clasificarse tercera en viga de equilibrio y cuarta en la final completa individual. Gracias a dicha actuación, fue nombrada como integrante de la selección estadounidense para participar en el Campeonato Mundial junto a Nastia Liukin, Chellsie Memmel y Jana Bieger.
A finales de noviembre disputó su primer Campeonato Mundial de Gimnasia en Melbourne, donde conquistó dos medallas: una de oro en la prueba de suelo, y otra de bronce en salto.

### 2006
En el Campeonato Mundial de Gimnasia celebrado en Arhus ganó la medalla de plata en la final por equipos y en la final de salto.
En 2006 se matriculó en la Universidad de Brown y se incorporó al equipo de gimnasia artística. Durante el primer año, compaginó su carrera de élite con la competición universitaria. En su primer año como gimnasta universitaria, Sacramone batió diversos récords de la Universidad y fue nombrada "Debutante del año". Tras finalizar la temporada, sus entrenadores y seleccionadores le sugirieron que se centrase en su carrera de élite con el objetivo de participar en los Juegos Olímpicos de 2008. Sacramone firmó un contrato publicitario que le impidió seguir compitiendo en la NCAA.

### 2007
Empezó el año participando en el Campeonato Nacional donde ganó la medalla de oro en salto, la de plata en suelo y la de bronce en barra de equilibrio. Tras la competición fue nombrada parte del equipo nacional para participar en los Mundiales de ese año.
En septiembre participó en el Campeonato Mundial de Gimnasia de 2007 de Stuttgart. Junto a sus compañeras de equipo Shawn Johnson, Anastasia Liukin, Shayla Worley, Samantha Peszek y Ivana Hong, ganó la medalla de oro por equipos clasificándose por delante de China y Rumania. En las finales individuales se clasificó segunda en suelo, por detrás de su compatriota Shawn Johnson, y tercera en salto.

### 2008
Tras perder su elegilibilidad en la NCAA, Sacramone continuó vinculada a la Universidad de Brown como entrenadora asistente.
Ese año participó en el Campeonato Nacional y en los Olympic Trials, donde fue nombrada miembro del equipo olímpico estadounidense.
En agosto de 2008 participó en los Juegos Olímpicos de Pekín junto a Nastia Liukin, Shawn Johnson, Chellsie Memmel y Bridget Sloan. En las pruebas clasificatorias, Sacramone participó en tres aparatos contribuyendo a clasificar al equipo estadounidense para la final. El 13 de agosto consiguió la medalla de plata en la prueba de equipo, quedando por detrás de las anfitrionas, el equipo chino.
Tras los Juegos, Sacramone anunció su retirada para febrero de 2009.

### 2010
En agosto de 2009 Sacramone anunció su vuelta a la gimnasia de élite tras pasar por una operación de hombro a principios de ese año.
Su primera competición tras su vuelta al deporte de élite fue el U.S Classic, donde se clasificó primera en las pruebas de salto y barra de equilibrio. En el Campeonato Nacional celebrado en agosto, Sacramone solamente compitió en los ejercicios de salto y barra, en los que consiguió clasificarse primera y segunda respectivamente.
En octubre participó en los Mundiales de gimnasia de Róterdam donde consiguió una medalla de oro en la prueba de salto y una medalla de plata en la competición por equipos.

### 2011
En 2011 fue seleccionada para formar parte del equipo nacional para participar en el Campeonato Mundial de Gimnasia de Tokio. Durante un entrenamiento previo a la competición tuvo una lesión en el tendón de Aquiles que la apartó de la competición. Tuvo que volver inmediatamente a Estados Unidos para ser operada. Fue sustituida como capitana por Alexandra Raisman. A pesar de no competir, el equipo decidió no cambiar su nombre en la competición de equipos, por lo que Sacramone recibió la medalla de oro que consiguieron sus compañeras en la competición por equipos.
Con dicha medalla, Sacramone se convirtió en la gimnasta estadounidense con más medallas conseguidas en Campeonatos Mundiales con un total de 10. En 2015, la gimnasta Simone Biles consiguió batir este hito, relegando a Sacramone al segundo lugar.

### 2012
Tras recuperarse de la lesión sufrida el año anterior en Tokio, participó en las pruebas para formar parte del equipo olímpico para los Juegos de Londres 2012 pero no fue seleccionada. En otoño de ese año participó en el tour que hicieron los equipos de gimnasia olímpicos de Estados Unidos.

### Retirada
En enero de 2013 anunció que se retiraba de la gimnasia. En diciembre de 2015 fue introducida en el International Gymnastics Hall of Fame.

## Vida privada
Desde 2007 mantiene una relación sentimental con el jugador de fútbol americano Brady Quinn. En marzo de 2014 se casaron en una ceremonia celebrada en Florida.
El 6 de agosto de 2016 nació la primera hija de la pareja llamada Sloan Scott Quinn. En febrero de 2018 Alicia anunció en sus redes sociales que estaba esperando su segunda hija. El 6 de junio de 2018, Sacramone dio a luz a su segunda hija, Teagan Marie Quinn. Su hijo varón, Cavanaugh Ty Quinn, nació en marzo de 2023.